# Чиликов, Сергей Геннадьевич
Сергей Геннадьевич Чиликов (26 июня 1953[…], Килемары, Марийская АССР — 21 июня 2020, Йошкар-Ола) — российский фотограф, преподаватель, философ. Член Союза фотохудожников России с 1990 года.

## Биография
Окончил Марийский педагогический институт.
Кандидат философских наук. Преподавал в вузах Йошкар-Олы с 1976 по 1991 г.
Участник и организатор в творческой фото-группы «ФАКТ» (Йошкар-Ола — Чебоксары) в период 1976—1990 гг.
Организатор «Аналитических выставок фотографии (биеннале) в Йошкар-Оле» в 1980—1989 и ежегодных фотографических пленэров «На Кундыше» с 1980 г.
Издатель книги «Фотография в Йошкар-Оле» 1985 г.
Автор книги по русской аналитической философии: «АРТСЕГ. Владелец вещи, или Онтология субъективности. (Теоретический и исторический очерк)» (Йошкар-Ола, 1993).
С сериями фото-работ «Фотопровокации», «Деревенский Гламур», «Пляж», «Азартные игры», «Философия путешествия» и другими участвовал в фестивалях «Мода и Стиль в Фотографии» в Москве, «Фотобиеннале» в Москве и «Фотографические Встречи» в Арле, Франция (2002) и других.
Фотограф работал с крупнейшими московскими галереями — «Крокин галерея», «Риджина», XL Галерея.
Скончался 21 июня 2020 года.

## Выставки персональные
- 1981 — «Сергей Чиликов», редакция журнала «Знание-сила» Москва
- 1985 — «Сергей Чиликов» ДК. Алатырь
- 1991 — «Сергей Чиликов», К/т «Крым». Феодосия
- 1991 — «Дни Чиликова в Твери». Персональная выставка. Галерея фотогр. искусства. К/т «Звезда». Тверь
- 2002 — «отЛИЧия». 26я выставка в проекте Ю. Авакумова «24». МДФ. Москва
- 2002 — «Деревенский гламур». 4-й Месяц фотографии в Москве «Фотобиеннале 2002» Фотоцентр Союза Журналистов России. Москва
- 2003 — «Метафизический репортаж» 2-й Международный Фотографический Фестиваль. Рим
- 2004 — «Емелево», Крокин галерея. Москва
- 2005 — «Teen Spirit». XL Галерея. Москва
- 2006 — «ПРЕКРАСНЫЙ ПЕТЕРБУРГ». Галерея современной фотографии «Reflex»
- 2011 — «Гастарбайтеры». Московский музей современного искусства
- 2016 — «Фотопровокации». Somerset House, Лондон[5]
- 2017 — «Фотопровокации». Чунцин, Китай[6]

## Авторское издание
- 2011 — Тексты: Дмитрий Киян, Владимир Дудченко. "Сергей Чиликов. Избранные работы 1978 — ". Schilt Publishing. 192 с. ISBN 978-5-9903536-1-9

## Издания
- 2012 — Evgeny Berezner, Irina Chmyreva, Natalia Tarasova and Wendy Watriss. «Contemporary Russian Photography». FotoFest 2012 Biennial Houston.